# Rudolph Valentino
Rudolph Valentino, ursprungligen Rodolfo Alfonso Raffaello Piero Filiberto Guglielmi di Valentina d'Antoguolla, född 6 maj 1895 i Castellaneta i Apulien, död 23 augusti 1926 i New York i New York, var en italienskfödd amerikansk skådespelare. Valentino spelade huvudroller i flera stumfilmer, däribland De fyra ryttarna (1921), Shejken (1921), Förbi klippor och blindskär? (1922), Blod och sand (1922), Svarta örnen (1925) och Shejkens son (1926). 

## Biografi

### Uppväxt
Valentinos far Giovanni Guglielmi, som dog tidigt, var en före detta kavallerikapten som blivit veterinär; modern var fransyska. Valentino hade dåliga betyg i allt utom i gymnastik och dans och han hade lätt för språk. I december 1913 seglade han med S.S. Cleveland till USA, där han arbetade på olika ställen, bland annat på danshak.

### Karriär och äktenskap
En av de första filmer som Rudolph Valentino var med i var Alimony (1917), där han hade en liten roll.

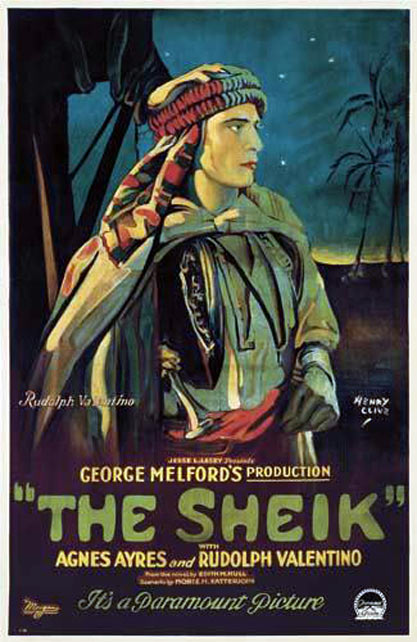
Shejken (1921) kom att definiera Valentinos karriär och få ett betydande inflytande inom populärkultur.

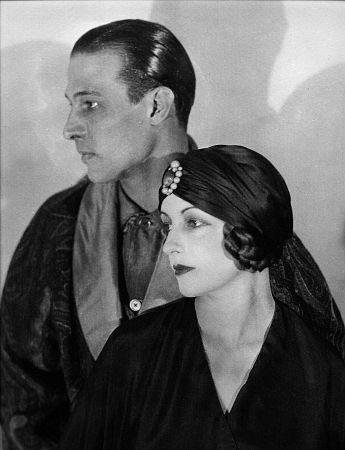
Valentino och hans hustru, Natacha Rambova.

Den första film som han hade huvudrollen i var Lilla hertiginnan (1918), där han spelade son till en societetsdam. Rudolph Valentino spelade därefter med i nästan ett dussin småbudget-, snabbt gjorda filmer och fick en viss berömmelse.
I november 1919 mötte han en ung aktris vid namn Jean Acker. Fem dagar senare gifte de sig men äktenskapet tog slut på bröllopsnatten, då Acker, som var lesbisk, låste ut Valentino från hotellrummet. Två år senare skilde de sig. Hans skilsmässa sammanföll med att Shejken släpptes 1921.
Till sin arbetsgivares irritation influerades hans arbete av Natacha Rambova, som han träffat under inspelningen av Kameliadamen, och blivit kär i. Båda äktenskapen arrangerades av Alla Nazimova. I maj 1922 tillkännagavs deras förlovning och den 13 maj gifte de sig. Detta ledde till att Valentino fängslades för bigami, eftersom skilsmässan från Jean Acker ännu inte hade trätt i kraft. Ett år senare gifte de om sig. Natacha hade bestämt sig för att producera Rudolphs filmer i stället för att designa kläder men hon skickades i exil till New York. I mitten av augusti 1925 följde Rudolph Valentino henne till tåget. Det var sista gången de var tillsammans; även detta äktenskap slutade med skilsmässa och domstolsprocesser.

### Död
15 augusti 1926 åkte Valentino med ilfart till sjukhuset i New York. Den kvällen opererades han för magsår och brusten blindtarm. Hans tillstånd försämrades av inflammation i gallblåsan. Den 22 augusti försämrades tillståndet ännu mer och nästa morgon yrade han på franska och italienska och föll i koma. Strax efter middagstid dog han, 31 år gammal.
Begravningen var den 30 augusti i New York. Många Hollywood-personer, som Jean Acker och Natacha Rambovas halvsyster bevistade begravningen. Rambova visade sig inte och hade inte hört av sig under hans sjukdom.
Valentinos stoft flyttades till Hollywood.

## Filmografi i urval
- 1918 - Lilla hertiginnan
- 1919 - The Delicious Little Devil
- 1919 -	The Big Little Person
- 1919 -	A Rogue's Romance (förlorad film)
- 1919 -	Eyes of Youth
- 1920 -	Stolen Moments
- 1920 -	An Adventuress
- 1920 -	Passion's Playground (förlorad film)
- 1920 -	Once to Every Woman (förlorad film)
- 1920 -	The Wonderful Chance
- 1921 -	De fyra ryttarna
- 1921 -	Uncharted Seas (förlorad film)
- 1921 - Shejken
- 1921 -	Unga hjärtan
- 1921 - Kameliadamen
- 1922 -	Kaparkaptenen
- 1922 -	Förbi klippor och blindskär?
- 1922 -	Blod och sand
- 1922 -	Den unge rajan
- 1924 -	Monsieur Beaucaire
- 1924 -	Bröllopsnatten
- 1925 -	Cobra
- 1925 -	Svarta örnen
- 1926 -	Shejkens son

## Valentino i kulturen
Valentino omnämns fliltigt i den tecknade serien "Stålmormor" i serietidningen Lilla Fridolf.